# Giorgos Sisilianos
Giorgos Sisilianos (griechisch Γιώργος Σισιλιάνος auch als Yorgos Sicilianos transkribiert, * 29. August 1920 in Athen; † 29. März 2005) war ein griechischer Komponist.
Sisilanos studierte an den Konservatorien von Athen, Rom und Paris sowie bei Walter Piston, Boris Blacher und Vincent Persichetti. Er war Leiter der Musikabteilung des griechischen Rundfunks, später Generalsekretär der griechischen Musikakademie und Vorsitzender der griechischen Gesellschaft für moderne Musik.
Er komponierte zwei Ballette, eine Sinfonie, ein Orchesterkonzert, ein Konzert für doppeltes Streichorchester und Schlagzeug, ein Konzert für Schlagzeug und Orchester, ein Cellokonzert, kammermusikalische Werke, Kantaten und Schauspielmusiken.

## Quelle
- Alfred Baumgartner: Propyläen Welt der Musik. Die Komponisten, Band 5, 1989,  S. 150–51

| Personendaten    | Personendaten          |
| ---------------- | ---------------------- |
| NAME             | Sisilianos, Giorgos    |
| ALTERNATIVNAMEN  | Sicilianos, Yorgos     |
| KURZBESCHREIBUNG | griechischer Komponist |
| GEBURTSDATUM     | 29. August 1920        |
| GEBURTSORT       | Athen                  |
| STERBEDATUM      | 29. März 2005          |